# Operatie Eisenhammer
Operatie Eisenhammer  was tijdens de Tweede Wereldoorlog een plan van de Duitsers om de oorlogsindustrie in de Sovjet-Unie te neutraliseren. 
Eind 1943 besloot men dat het plan, dat begin 1944 van start zou gaan, niet zou worden doorgevoerd. Dit omdat het Rode Leger steeds meer vliegvelden van de Luftwaffe in handen kreeg. Uiteindelijk wisten de Sovjettroepen de Duitsers dusdanig terug te dringen, dat zelfs de sector Moskou-Gorky veilig was voor de verst reikende wapens van de Luftwaffe.